# Wuhan Cup
Der Wuhan Cup ist ein alle zwei Jahre stattfindendes Weltmeisterschafts-Bridge-Turnier für gemischte Nationalmannschaften. Es wird in jedem ungeraden Jahr unter der Schirmherrschaft des Welt-Bridge-Verbandes (WBF) ausgetragen, neben dem Bermuda Bowl (Open), der D’Orsi Seniors Trophy und dem Venice Cup und wurde 2019 ins Leben gerufen. Die Veranstaltung wurde nach der Stadt Wuhan benannt, wo der Wuhan Cup erstmals während  der 44. Bridge-Weltmeisterschaft ausgetragen wurde und die die Trophäe gestiftet hat sowie für künftige Ausgaben des Wettbewerbs Repliken zur Verfügung stellen wird.

## Veranstalter
- 2019: Wuhan, China
- 2021: Salsomaggiore Terme, Italien

## Gewinner

### 2019
Im Jahr 2019 gab es 24 teilnehmende Teams. Folgend sind die Erst- bis Drittplatzierten aufgelistet.
| #  | Team |
| -- | --- |
| 1. | Russland Alexander Dubinin, Alexej Gerasimow, Andrey Gromow, Anna Gulevich, Tatiana Ponomareva, Olga Vorobeychikova             |
| 2. | Vereinigte Staaten Cheri Bjerkan, Allan Graves, Christal Henner, Uday Ivaturyl, Jill Meyers, Howard Weinstein, Joe Stokes (npc) |
| 3. | Rumänien Mihaela Balint, Marius Ioniţă, Bogdan Marina (pc), Geta Mihai, Radu Mihai, Marina Stegaroiu                            |

### 2021
Im Jahr 2021 gab es 24 teilnehmende Teams. Folgend sind die Erst- bis Drittplatzierten aufgelistet.
| #  | Team |
| -- | --- |
| 1. | Frankreich Bénédicte Cronier, Philippe Cronier, Vanessa Reess, Pierre Schmidt, Lionel Sebbane, Joanna Zochowska, Laurent Thuillez (npc), François Combescure (coach) |
| 2. | Vereinigte Staaten Dana Berkowitz, Eldad Ginossar, Debbie Rosenberg, Andrew Rosenthal, Chris Willenken, Migry Zur-Campanile, Jeff Aker (npc)                         |
| 3. | Deutschland Marie Eggeling, Anne Gladiator, Michael Gromöller, Paul Grünke, Helmut Häusler, Daniela Von Arnim, Max Weiß (npc), Monika Luy (coach)                    |
| 3. | Italien Dario Attanasio, Irene Baroni, Leonardo Cima, Barbara Dessi, Alessandro Gandoglia, Gabriella Manara, Luigina Gentili (npc)                                   |